# Hoplias lacerdae
Hoplias lacerdae är en fiskart som beskrevs av Miranda Ribeiro, 1908. Hoplias lacerdae ingår i släktet Hoplias och familjen Erythrinidae. Inga underarter finns listade i Catalogue of Life.